# Мандра (язовир)
Вижте пояснителната страница за други значения на Мандра.
Мандра, също и със старото му име Мандренско езеро, е язовир в България. Намира се южно от Бургас. До 1963 година е полусолено езеро.

## Наименование и история
Стари наименования на езерото са Кьорфес, Ахренслийското блато и Язеклийско езеро. Името Кьорфес идва от турското кörfez и означава залив. Под това име езерото се среща през 1493 година, което е важно указание, че самото езеро е било използвано за пристанище.
През 1884 година Константин Иречек описва езерото с дължина 10 km и ширина 1 – 2 km като отворен лиман със слаба, но постоянна проточност. Лятно и есенно време и особено при източни ветрове осолеността се покачвала. Според доклад на проф. Бончев от 1912 година то имало площ от 16,5 km2 и било по-малко от Бургаското езеро. В доклада също е посочена дълбочина при канала Пода от 5 метра, докато в западната част тя е стигала едва 70 – 80 cm.
През 1963 година е построена язовирната стена, която превръща по-голямата част от езерото в сладководен язовир и увеличава площта му близо 4 пъти.
Над езерото минава Виа Понтика – една от големите въздушни магистрали на мигриращи птици от цяла Европа. Обект на чести набези от бракониери, което чувствително намалява рибните запаси.

## География
Езерото е най-южното и най-голямо от четирите Бургаски езера с площ на водната повърхност около 1300 ха.
Дължината му е 8 km, максималната ширина 1,3 km. Разположено е в добре оформена речна долина, ориентирана напречно на морския бряг, като устието и язовирната стена са в непосредствена близост до южния край на Бургас. Четири реки се вливат в езерото: Изворска, Факийска, Средецка и Русокастренска.
Езерото е било запазено в естествения си вид до 1934 г., когато са извършени корекции на някои от реките и са построени диги в западната му част за предотвратявания на пролетните наводнения. Втората основна промяна на езерото настъпва през 1963 г., с построяването на язовирна стена в източната му част. По този начин са унищожени част от обраслите с блатна растителност плитчини, прекъсва се връзката на езерото с морето и то става изцяло сладководно. Изчезват големите тръстикови масиви, а с тях и удобните места за гнездене на чапли, пеликани, патици и др. видове водолюбни птици.
Крайбрежието на „Мандра“ обхваща най-северните склонове на Странджа. Те се отличават с характерна горска растителност – циклами, див божур, снежно кокиче, минзухари.
Най-ценните части на езерото са поставени под закрила защитените територии Узунгерен, Пода и устието на река Изворска (с площ 151 ха).

## Флора
Други части на езерото са обявени за защитени територии (част от устието на лимана-защитена местност „Пода“, с площ 107 ха, устието на р. Изворска – с площ 151 ха, „Узунгерен“ – с площ 210 ха. За разлика от другите езера крайбрежието на Мандра обхваща и най-северните склонове на Странджа. Те се отличават с характерна горска растителност – циклами, див божур, снежно кокиче, минзухари и др.

## Фауна
Най-интересни са птиците на езерото и крайбрежието, където са установени над 250 вида. От тях като световно застрашени са малкият корморан (1200 екз.), къдроглавият пеликан (338 екз.), червеногушата гъска (16 870 екз.), тръноопашатата потапница (311 екз.), ливадният дърдарец (до 10 екз.). Най-значимото място за гнездене на птиците е „Пода“, крайбрежните ливади, пясъчните брегове – за синявицата, пчелояда, червения ангъч и др. Зимните концентрации на кафявоглавата и качулатата потапници – съответно 17 000 екз. и до 13 000 екз., на пойния лебед (300 екз.) и малкия лебед (80 екз.) са най-високи за страната и на второ място по отношение на голямата белочела гъска (61 000 екз.) и червеногушата (до 17 000 през 1997 г.) Поради този факт „Мандра“ е орнитологично важно място с европейска значимост. От бозайниците в района са най-добре запазени популациите на видрата и белката. Друга ценност на езерото са рибните му запаси и водоплаващият дивеч. Общо в езерото са установени 5 вида риби от Червената книга на България.
Мандренското езеро съхранява големи количества сладка вода. Тя се използва за производствени цели от „Нефтохим“, Бургас.
Езерото е привлекателно за привържениците на познавателния туризъм през всички сезони. Съществуващите археологически разкопки и музей в Дебелт предоставят любопитна информация за тези земи по време на Римската империя.